# Brachypodium
Brachypodium es un género de plantas herbáceas perteneciente a la familia de las poáceas. Su distribución en muy amplia, apareciendo en África, Asia —Siberia, Indochina, Malasia y Papúa—, América —zonas del Caribe, las pampas, y andina— y Europa.

## Descripción
Son plantas perennes (Mesoamérica) o anuales, cespitosas o rizomatosas. Tallos ramificados o simples. Lígula una membrana; láminas lineares, aplanadas o plegadas. Inflorescencia un racimo bilateral, terminal, con pocas espiguillas erectas, cortamente pediceladas. Espiguillas solitarias, cilíndricas a comprimidas lateralmente, con 5 a 20 flósculos bisexuales, el más superior frecuentemente estéril; desarticulación arriba de las glumas y entre los flósculos; glumas y lemas redondeadas en el dorso; glumas 2, desiguales, más cortas que la lema inferior, herbáceas, 3-9 nervias, obtusas o cortamente aristadas; lemas herbáceas o coriáceas, 7-9-nervias, generalmente aristadas; pálea tan larga como la lema o algo más corta, 2-carinadas, las quillas ciliado-pectinadas o escabrosas; lodículas 2, ciliadas; estambres 3; ovario peloso en el ápice; estilos 2. Fruto una cariopsis sulcada; hilo linear; embrión 1/6-1/5 tan largo como la cariopsis.

## Taxonomía
El género fue descrito por Ambroise Marie François Joseph Palisot de Beauvois y publicado en Essai d'une Nouvelle Agrostographie 100, 15, pl. 19, f. 35. 1812. La especie tipo es: Brachypodium pinnatum (L.) Beauv.

### Citología
El número cromosómico básico del género es x = 5, 7, 9 y 10, con números cromosómicos somáticos de 2n = 10, 14, 16, 18, 28, 30, 42 y 56, ya que hay especies diploides y una serie poliploide (y aneuploides). Cromosomas relativamente «pequeños».

### Etimología
El nombre de este género deriva del griego brachys (corto) y podion (pie pequeño), en referencia a las espiguillas subsésiles.

## Especies
- Brachypodium distachyon (L.) Beauv.
- Brachypodium longiseta Hitchc.
- Brachypodium mexicanum Link var.
- Brachypodium phoenicoides (L.) Roemer et Schultes
- Brachypodium pinnatum (L.) Beauv.
- Brachypodium pringlei Scribn.
- Brachypodium pubifolium Hitchc.
- Brachypodium retusum (Pers.) Beauv.
- Brachypodium sylvaticum (L.) (Hudson) Beauv.